# Dichaetomyia albolineata
Dichaetomyia albolineata är en tvåvingeart som först beskrevs av Stein 1900.  Dichaetomyia albolineata ingår i släktet Dichaetomyia och familjen husflugor. Inga underarter finns listade i Catalogue of Life.